# Hableh
Hableh, en arabe : حبله, est une municipalité du gouvernorat de Qalqilya en Palestine. Elle est située au nord-ouest de la Cisjordanie, à proximité de la ligne verte et au sud-est de la ville de Qalqilya.
Selon le recensement du bureau central palestinien des statistiques, la localité compte une population de 7 057 habitants en 2017.